# Tambouassa
Tambouassa est une commune rurale située dans le département de Pouni de la province de Sanguié dans la région du Centre-Ouest au Burkina Faso.

## Éducation et santé
Le centre de soins le plus proche de Tambouassa est le centre de santé et de promotion sociale (CSPS) de Pouni tandis que le centre médical avec antenne chirurgicale (CMA) se trouve à Réo.